# INS Sindhurakshak (S63)
INS Sindhurakshak là tàu ngầm lớp Kilo chạy điện-diesel loại 877 EKM (lớp Sindhughosh) do Nga chế tạo của Hải quân Ấn Độ. Được chạy thử vào ngày 24 tháng 12 năm 1997, nó là chiếc thứ chín trong số mười tàu ngầm lớp Kilo trong Hải quân Ấn Độ. Ngày 04 tháng 6 năm 2010, Bộ Quốc phòng Ấn Độ và nhà máy đóng tàu Zvezdochka đã ký một hợp đồng trị giá 80 triệu USD để nâng cấp và sửa chữa lớn chiếc tàu ngầm. Sau khi sửa chữa lớn, nó trở về Ấn Độ từ Nga giữa tháng 5-tháng 6 năm 2013.
Tàu ngầm bị sự cố cháy nhỏ trong năm 2010 và sự cố lớn vào ngày 14 tháng 8 năm 2013, mà kết quả là nó bị đắm tại bến hải quân của Mumbai. Vào thời điểm tàu này chìm, đã có báo cáo 18 thuyền viên trên tàu và tất cả đã thiệt mạng.
Nguyên nhân vụ nổ chưa được công bố chính thức. Truyền thông địa phương dẫn các nguồn tin hải quân giấu tên cho biết nhiều khả năng số vũ khí trên tàu ngầm đã phát nổ. Cũng có nhiều nguồn tin cho rằng vụ nổ là do sự cố sạc pin.